# Ama
Ama (japonsky 海女), v doslovném překladu žena moře, jsou japonské potápěčky proslulé sběrem perel, i když jejich hlavním úlovkem byly tradičně mořské plody. Převážnou většinu Ama tvoří ženy. Základní schopností těchto potápěček bylo zadržení dechu na několik minut a schopnost se na jeden nádech potopit až do třicetimetrových hloubek. To z nich činí jedny z nejstarších tradičních postav provozující freediving.

## Historie
Předpokládá se, že tradice potápěček Ama je stará přes dva tisíce let. První písemné záznamy o potápěčkách Ama jsou staré přes tisíc let a pochází z období Heian, kdy se objevují v básnické sbírce Manjóšú. Na rozdíl od ostatních žen feudálního Japonska měly Ama velkou míru svobody a respektu. Byly osvobozeny od tradičních povinností, mohly cestovat a samy rozhodovaly, kam se rodina přesune, protože měly přehled o nejpříhodnějších lokalitách k lovu.
Velkou poptávku po tomto povolání vyvolal objev a výroba kultivovaných perel, které v prefektuře Mie objevil Kókiči Mikimoto. U města Toba založil v roce 1888 perlovou farmu a do roku 1893 přišel na trh s prvními kultivovanými perlami. Ama zaměstnané na těchto farmách pak prodělaly modernizaci jak v použitém oblečení, tak v používání dokonajejšího potápěčského vybavení. Ve městě Toba také později založil Perlový ostrov Mikimoto, kde je možno navštívit muzeum věnované kultivaci perel, a to včetně ukázky lovu perel tradičním způsobem.
Až do 60. let 20. století se Ama potápěly nahé nebo pouze s bederní rouškou. Bylo to z praktických důvodů, neboť při vynoření je netáhl mokrý oděv ke dnu a po opuštění moře se dokázaly rychleji zahřát než v mokrých šatech. Během 20. století si pak kvůli reprezentativnosti osvojily celotělovou bílou uniformu.

## Moderní doba
Díky zdokonaleným potápěčským i rybářským technikám během 20. století docházelo postupně k útlumu tohoto řemesla. Není potřeba se potápět a lovit na jeden nádech, když je možno používat kyslíkové láhve na zádech. K nezájmu mladých Japonek dále přispívá i znečištění moří a mizení populace tvorů, které Ama tradičně loví. V polovině 20. století bylo oficiálně zaznamenáno přes 17000 lovkyň Ama, zatímco v roce 2010 už to bylo něco přes 2000. Většina z těchto současných lovkyň pak pracuje v prefektuře Mie v okolí měst Toba a Šima, přičemž často je jejich činnost propojena s ukázkami své činnosti pro turisty.

## V kultuře
- Japonské lovkyně perel na tři je častý termín v křížovkách.[7]
- Ama-San – portugalský dokumentární film z roku 2016
- Amačan – japonský seriál z roku 2011 o dívce, která se touží stát amou

## Galerie

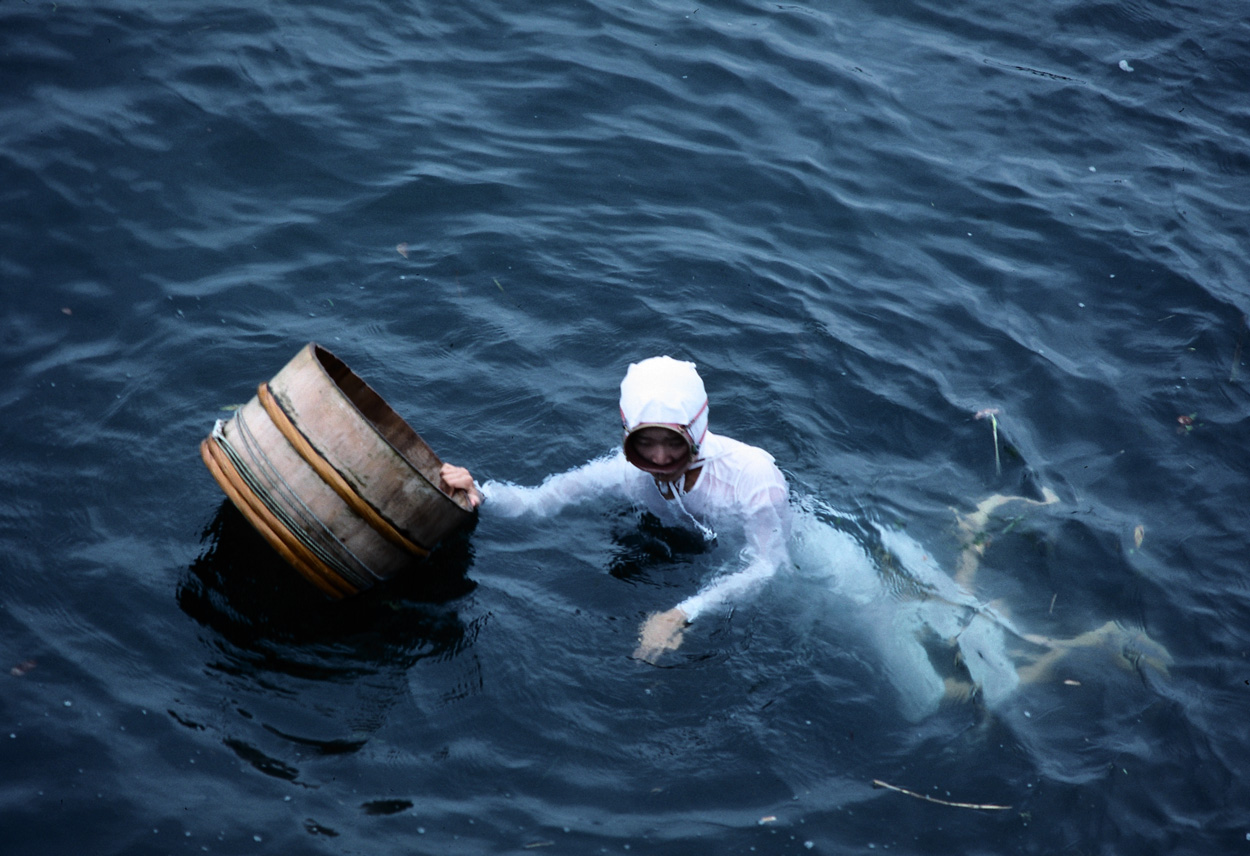
Ama v moři
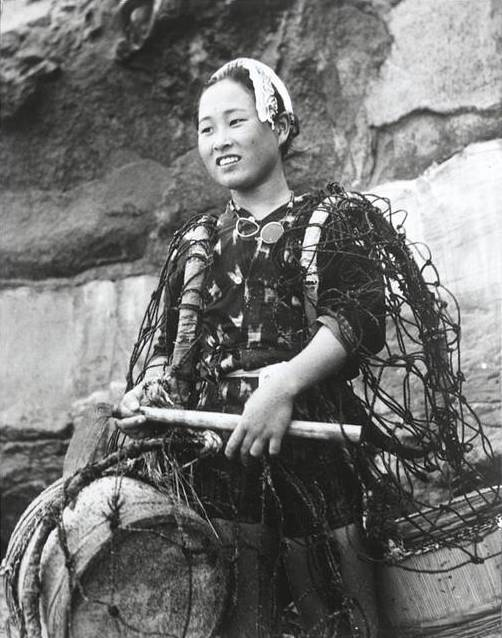
Příprava na lov (1935)
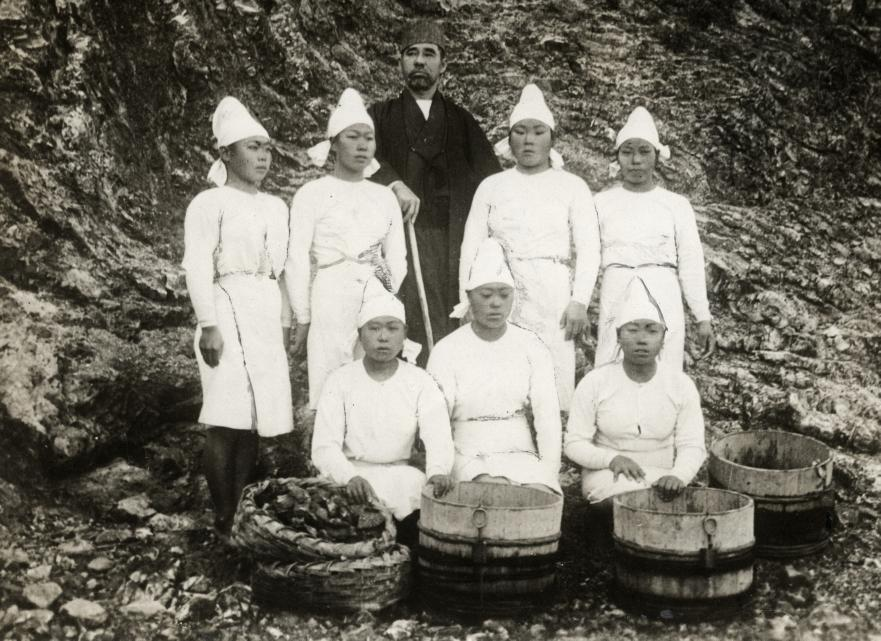
Lovkyně perel a Kókiči Mikimoto (1921)
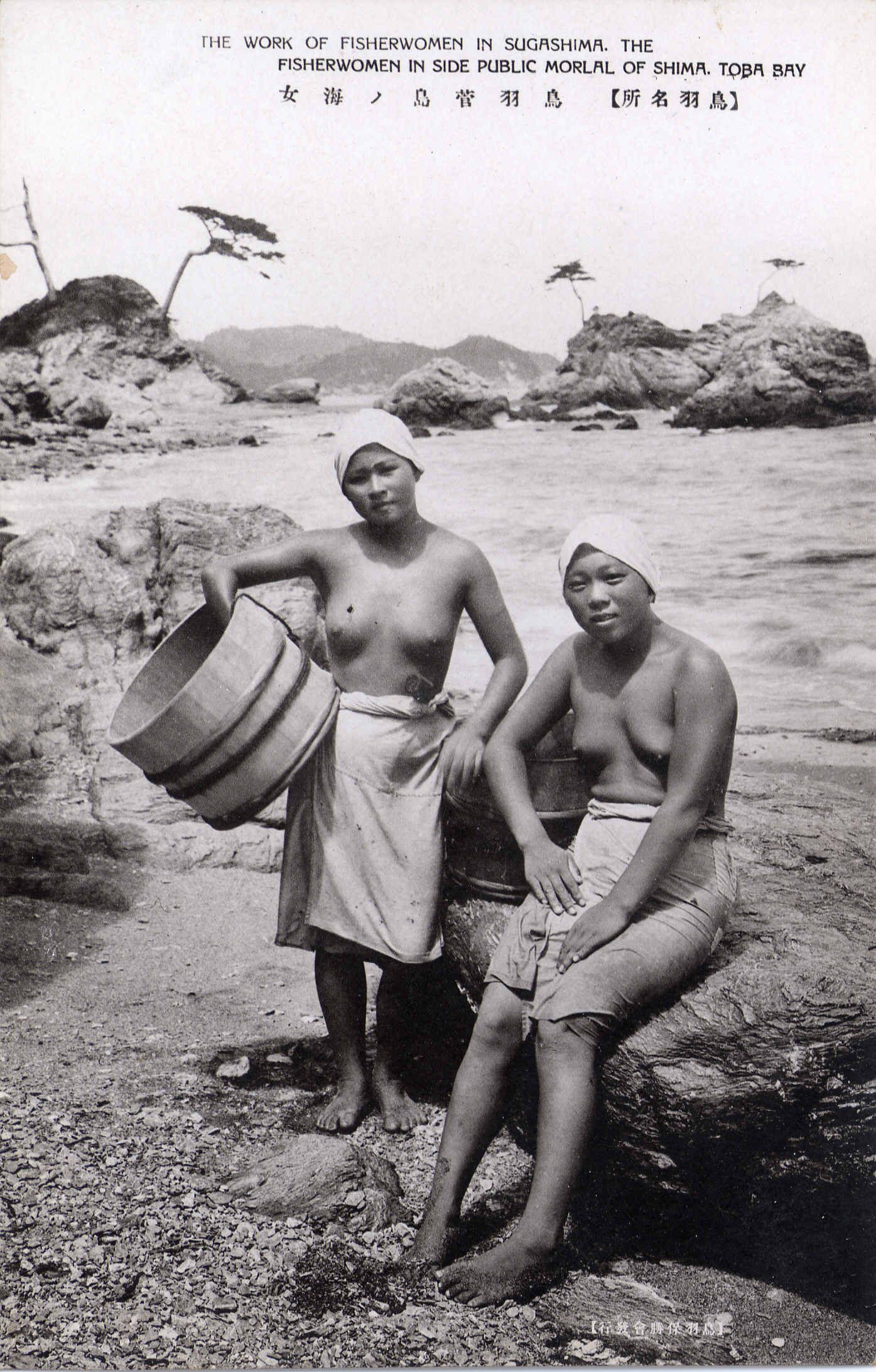
Ama v zálivu Toba (ca 1950)
Dřevoryt. Ama při práci (ca 1830)
Potápění na dřevorytu
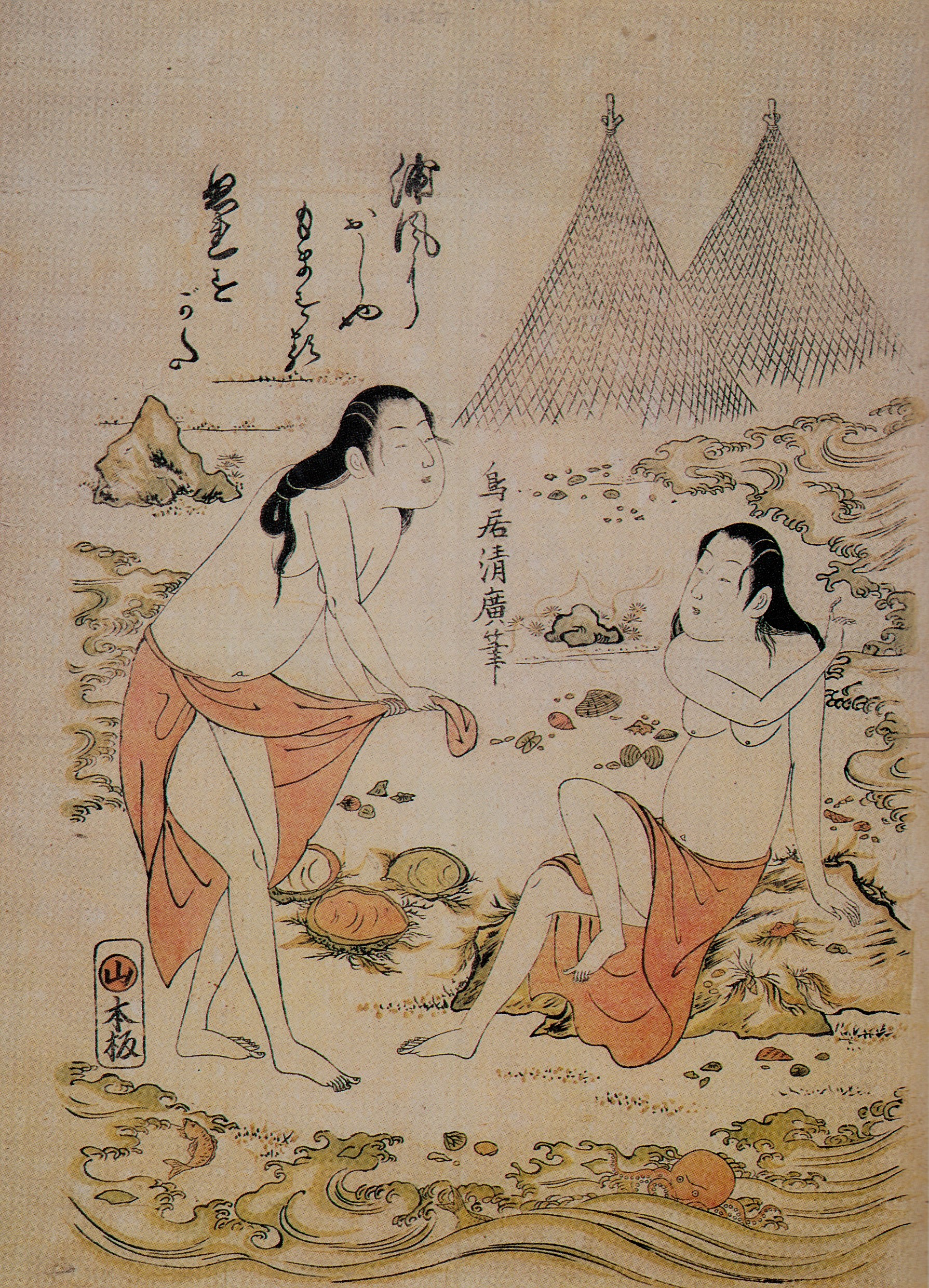
Amy na dřevorytu (před 1722)